# The Kamloops Daily News
The Kamloops Daily News, auch bekannt unter dem einfacheren Namen The Daily News, war eine lokale Tageszeitung in Kamloops, British Columbia, Kanada. Zuletzt war sie im Eigentum von Glacier Media.
Die Zeitung wurde im Jahr 1931 von George Duncan Brown unter dem Namen Kamloops Shopper gegründet. 1937 übernahmen George Dawson und Watt Francis die Zeitung und nannten sie in Kamloops Advertiser um. Zunächst wurden keine aktuelle Nachrichten abgedruckt, diese wurden jedoch ab dem Jahr 1963 Teil des Konzeptes. 1965 wurde der Name der Zeitung in North Kamloops News Advertiser geändert, wieder nur ein Jahr später eine erneute Namensänderung, dieses Mal in Kamloops News Advertiser. Bis 1968 wurde die Zeitung zweimal wöchentlich herausgegeben, später dann dreimal. Im Jahr 1973 wurde das Wort „Advertiser“ aus dem Zeitungsartikel entfernt. Ab 1982 erschien due Zeitung fünfmal in der Woche von Montag bis Freitag. 1986 wurde dann die Zeitung auch an einem sechsten Tag in der Woche herausgegeben, damit einher ging eine erneute Namensänderung in The Kamloops Daily News. Ab 1995 wurde dann eine morgendliche Auslieferung an die Haushalte in Kamloops eingeführt.
Gemeinsam mit einigen anderen kleinen Tageszeitungen in British Columbia gehörten die The Kamloops Daily News zu den Zeitungen, die bis zuletzt von Hollinger Inc. als Eigentum gehalten wurden und waren somit Teil eines Zeitungskonglomerats von Conrad Black. Im Jahr 2006 verkaufte dann Hollinger die restlichen Besitzanteile der Zeitung an die in Vancouver ansässige Firma Glacier Ventures International, die später Glacier Media genannt wurde.
Am 6. Januar 2014 gaben die The Daily News bekannt, dass ihr Erscheinen eingestellt wird, begründet wurde dieses mit wirtschaftlichen Aspekten.